# Pleamares de la vida
Pleamares de la vida es un libro de la escritora británica Agatha Christie escrito en 1948.

## Argumento
Gordon Cloade es un hombre muy rico que acostumbra ayudar a sus familiares. Casi al final de la guerra, Gordon se casa con Rosaleen Underhay, una viuda mucho más joven que él. Poco tiempo después la casa de Gordon es bombardeada, él muere y Rosaleen comienza a disfrutar de los bienes del marido.
La familia Cloade se queda contrariada, pero tiene que aceptar esta situación ya que no existe ningún testamento que haga otra distribución de la herencia.
La cuñada de Gordon, apasionada por el espiritismo, busca a Hércules Poirot para solicitar su ayuda. Un espírito había revelado que el primer esposo de Rosaleen no había muerto en verdad. Si su marido fuera encontrado, el casamiento de Gordon no sería declarado más como válido y así la familia podría tomar pose de los bienes.
Cierto día llega a la pequeña ciudad donde viven los Cloade un hombre que asegura que el exmarido de Rosaleen está vivo, e intenta ganar con esta información, pero es asesinado. El problema se vuelve más complejo y solo Hércules Poirot tiene condiciones de reunir toda información posible y aclarar este misterio.